# The Pawn
The Pawn (littéralement Le Pion) est un jeu d'aventure, de type fiction interactive avec graphismes, développé par Magnetic Scrolls et distribué par Rainbird, qui sortit en 1985 sur Sinclair QL sous le nom de QL-Pawn, mais rencontra un grand succès en 1986 avec sa sortie sur Atari ST. Cette version intègre notamment des graphismes, réalisés par Geoff Quilley, qui furent très remarqués à l'époque. En 2017, une version remasterisée, The Pawn: Remastered', est publiée  par Strand Games sur Windows, MacOS, Linux, iOS et Android.
Un roman, A Tale of Kerovnia, écrit par Georgina Sinclair, sœur d'Anita Sinclair, était distribué dans la boîte du jeu. Il servait d'introduction à l'univers dans lequel se déroule le jeu, mais aussi de protection du logiciel, puisque à chaque chargement de partie, il était demandé de saisir un extrait d'une des pages. Le roman fut traduit en allemand pour la sortie du jeu en Allemagne de l'Ouest, mais le jeu lui-même n'était pas traduit, car personne à Magnetic Scrolls n'était capable de coder un analyseur syntaxique en allemand.

## Réception
Le jeu fut récompensé par le prix du meilleur jeu d'aventure de l'année dans le magazine britannique CRASH, et aux Golden Joystick Awards. Le magazine britannique Computer and Video Games lui décerna trois 10/10, et déclara que le jeu élevait le niveau et les attentes des joueurs de jeux d'aventure. The Pawn était le deuxième jeu le plus vendu sur Commodore pour son éditeur Telecomsoft (qui possédait le label Rainbird) à la fin de 1987, derrière Elite.
En France, la version Atari ST du jeu remporte le Tilt d'Or 1986 des meilleurs graphismes. Le magazine considère ces « graphismes somptueux » comme « la griffe de la haute couture ». Il regrette cependant un jeu « réservé aux anglophiles émérites capables de s'exprimer dans le plus pur anglais » et « peut-être trop ésotérique pour mériter un prix d'aventure ».